# Laives
Laives (alemany Leifers) és un municipi italià, dins de la província autònoma de Tirol del Sud. És un dels municipis del districte d'Überetsch-Unterland. L'any 2007 tenia 16.161 habitants. Comprèn les fraccions de Pineta (Steinmannwald), La Costa (Seit) i San Giacomo (St. Jakob). Limita amb els municipis de Bozen, Branzoll, Deutschnofen i Vadena.

## Situació lingüística
| Pertinença lingüística (cens 2001) | 29,07% alemany |
| Pertinença lingüística (cens 2001) | 70,42% italià  |
| Pertinença lingüística (cens 2001) | 0,51% ladí     |

## Administració

Territori comunal

| Període | Identitat          | Partit         |
| ------- | ------------------ | -------------- |
| 2004-   | Giovanni Polonioli | Centreesquerra |